# Mailley-et-Chazelot
Mailley-et-Chazelot é uma comuna francesa na região administrativa de Borgonha-Franco-Condado, no departamento de Alto Sona. Estende-se por uma área de 25,03 km². Em 2010 a comuna tinha 663 habitantes (densidade: 26,5 hab./km²).